# 広瀬宗域
広瀬 宗域（ひろせ むねくに、生年不詳 - 天正11年9月19日（1583年11月3日））は、戦国時代から安土桃山時代にかけての武将。飛騨国高堂城主。山城守を称した。名は宗城とも。

## 生涯
広瀬氏は飛騨国吉城郡広瀬郷（現在の岐阜県高山市国府町）を発祥とする国人で、藤原利仁の末裔という。
宗域は初め三木氏に属し、永禄元年（1558年）には三木自綱（姉小路頼綱）とともに天神山城の高山外記や三枝郷の山田紀伊守を滅ぼすが、後に武田氏に転じ、永禄7年（1564年）6月の第五次川中島の戦いで三木良頼・自綱父子が上杉氏に味方したのに対し、宗域は武田方として戦っている。『飛州軍乱記』などによれば、三木氏を討って飛騨を手中に収めようと目論んだ宗域が武田氏と通じたとしているが、確証は無い。また、姉小路信綱と三木顕綱が頼綱に対して謀反を企てた際、宗域もこれに加担したとしているが、これも創作であるとされる。
天正10年（1582年）10月の八日町の戦いでは姉小路頼綱・小島時光と連合して江馬輝盛を滅ぼし、翌11年（1583年）1月27日には頼綱と共同して以前から因縁のある小鷹利城の牛丸氏を攻め滅ぼした。
しかしその後、頼綱は広瀬氏をも滅ぼそうとし、これを知った宗域は城を明け渡して降伏を申し出たが、頼綱はこれを許さず、安江与茂三郎光貞に命じて首を刎ねさせた。
宗域の嫡子である宗直は越前に落ち延びた後、かつて頼綱によって所領を追われた牛丸親綱・江馬時政・鍋山右近大夫とともに飛騨討伐の命を受けた金森長近勢の先鋒を務め頼綱と戦うが、後に不満を持ち、天正13年（1585年）10月、時政らとともに兵を挙げる（三沢の乱）が鎮圧された。その後、飛騨を離れた宗直は信州に落ち延び、井伊氏に仕えたという。